# Conferencia de Carnunto
La Conferencia de Carnunto (en latín: Carnuntum) fue una conferencia de carácter político que se llevó a cabo el día 11 de noviembre de 308 en la ciudad de Carnuntum (actual Petronell-Carnuntum, en Austria), que en aquellos años se encontraba situada en la provincia de Pannonia Prima. Fue convocada por el augusto o emperador mayor de Oriente Galerio como forma de intentar resolver la disputa por el título de augusto de Occidente, y de esta manera dar por terminados los conflictos en curso desde el año anterior, cuando él y Flavio Severo invadieron la Italia regida por Majencio y Maximiano. A esta reunión también asistieron Diocleciano, que se encontraba retirado del poder desde 305, y Maximiano, padre de Majencio.
Según lo acordado en la conferencia, Maximiano sería definitivamente removido de su posición imperial mientras que Licinio, un antiguo general de Galerio, sería nombrado augusto de Occidente con el propósito de derrocar a Majencio, por considerársele un usurpador. Esas decisiones no agradaron a la mayoría de monarcas asistentes, como Constantino, que esperaba alguna promoción, y Maximiano, quien no quedaría contento con su destitución e intentaría una última conspiración en la corte constantiniana de la Galia. Licinio no llegó a tomar parte de las posteriores campañas militares que se ejecutaron para deponer a Majencio.

## Antecedentes

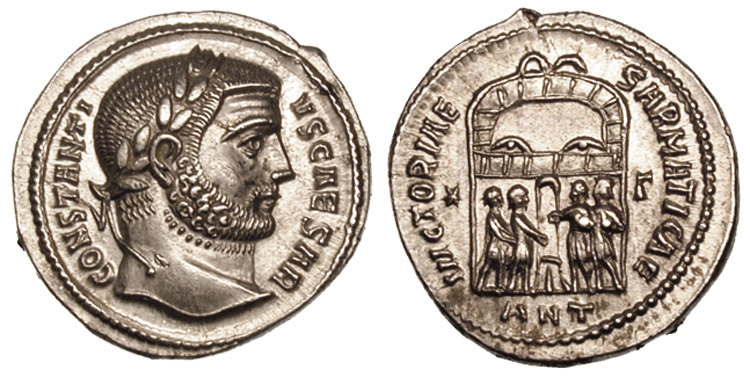
Argén de Constancio Cloro emitido en Antioquía c. 294-295

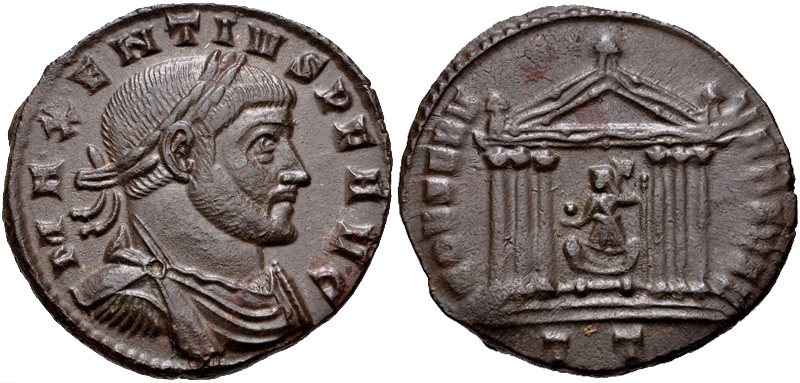
Follis de Majencio emitido en Tesino c. 307-308

Desde 293, el Imperio romano se encontraba dividido en dos partes, cada cual gobernada por un augusto o emperador mayor y un césar o emperador menor. El 1 de mayo de 305, los augustos Diocleciano (r. 284-305) y Maximiano (r. 285-308, 310) abdicaron voluntariamente y sus césares Constancio Cloro (r. 293-306) y Galerio (r. 293-311) fueron elevados a la posición augustal de Occidente y Oriente, respectivamente, mientras que Flavio Severo (r. 305-307) se convertiría en el césar de Occidente y Maximino Daya (r. 305-313) el de Oriente.
En 306, el augusto occidental Constancio Cloro (r. 293-306) falleció en Eboracum (actual York, Inglaterra). Las tropas acantonadas en esta región de Britania proclamaron entonces como sucesor a su hijo Constantino. Sin embargo, Galerio (r. 293-311) el augusto oriental, elevó a Flavio Severo (r. 305-307) a la posición de augusto, pues de acuerdo con las prerrogativas del sistema tetrárquico entonces vigente, debería ser él quien sucediera al difunto emperador. Galerio después de algunas negociaciones relegó a Constantino al puesto de césar, lo cual permitió que Severo asumiera su posición.
El predecesor de Constancio Cloro, Majencio (r. 306-312), celoso de la posición de Constantino, se autoproclamó emperador de Italia y asumió el título de princeps, al mismo tiempo llamó a su padre Maximiano (r. 285-305, 310) de su retiro para cogobernar juntos. En 307, Italia fue invadida primero por el augusto Flavio Severo, quien fuera derrotado y asesinado, y luego por el emperador Galerio, quien decidió retirarse al dudar de la fidelidad de su propio ejército. Maximiano intentó deponer a su propio hijo, sin embargo, su plan fracasó y huyó a la corte de Constantino en la Galia.
Conocedor de la situación en Occidente, Galerio decidió convocar una conferencia, en donde Maximiano vio la oportunidad de ascender nuevamente al trono.

## La conferencia

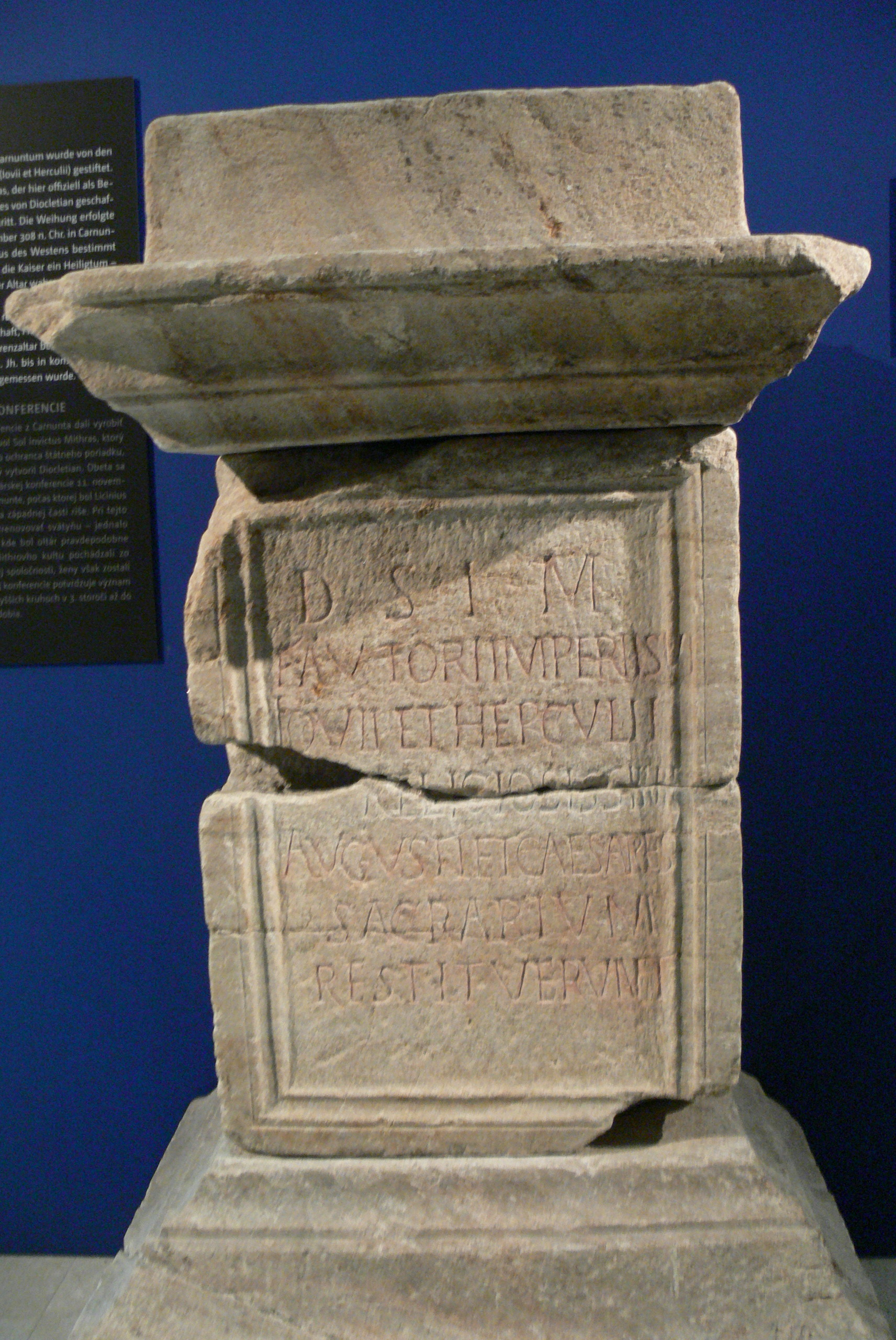
Altar dedicado a Mitra durante la conferencia, por Galerio, Diocleciano y Maximino, en nombre de los emperadores asistentes. La inscripción dice:
«D(eo) S(oli) i(nvicto) M(ithrae)
Fautori imperii sui
Iovii et Herculii
religiosissimi Augusti et Caesares
Sacrarium restituerunt»

El día 11 de noviembre de 308, el emperador Galerio convocó una conferencia en la ciudad de Carnuntum (actual Petronell-Carnuntum, en Austria) para intentar estabilizar la situación de las provincias occidentales. En dicha conferencia estaban presentes el retirado emperador Diocleciano, que brevemente retornó a la vida pública, Galerio y Maximiano. En esta reunión se decidió forzar a Maximiano a abdicar nuevamente, mientras que Constantino fue degradado a su posición anterior de césar.
Asimismo, Licinio, uno de los antiguos generales de Galerio que también participaba en la conferencia, fue nombrado augusto de Occidente, y en consecuencia recibió las regiones de Tracia, Panonia e Iliria, así como la misión de destronar a Majencio, quien regía en Italia. Finalmente, los augustos presentes reconstruyeron el mitreo de Carnuntum, que dedicaron a los ausentes césares, Constantino y Maximino Daya, y a ellos mismos.
En opinión del profesor Arthur Frothingham, dado el hecho de que durante el siglo iv el culto a Mitra y al Sol Invicto iba en aumento, no es de extrañarse que se haya hecho una dedicación en nombre de los emperadores a estos dioses. Según Frothingham, esto podría ser interpretado como una presentación simbólica del Estado a dichas divinidades, que a partir de ese momento, tendrían la deferencia de protegerlo y evitar el retorno de la crisis del siglo iii.
Cabe destacar que Licinio nunca llegó a tomar parte de las campañas militares que efectuó Constantino, con el fin de destronar a Majencio.

Augustos
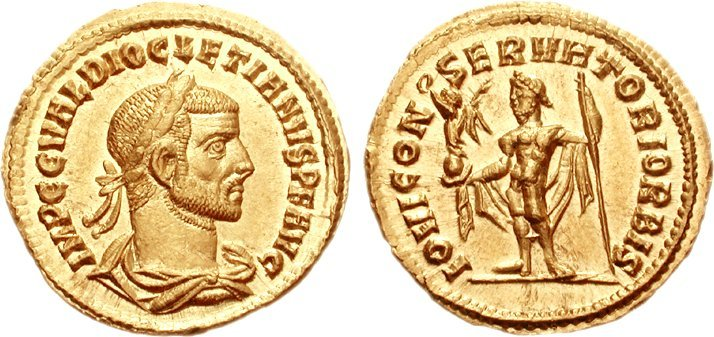
Áureo de Diocleciano emitido en Cícico c. 286-287
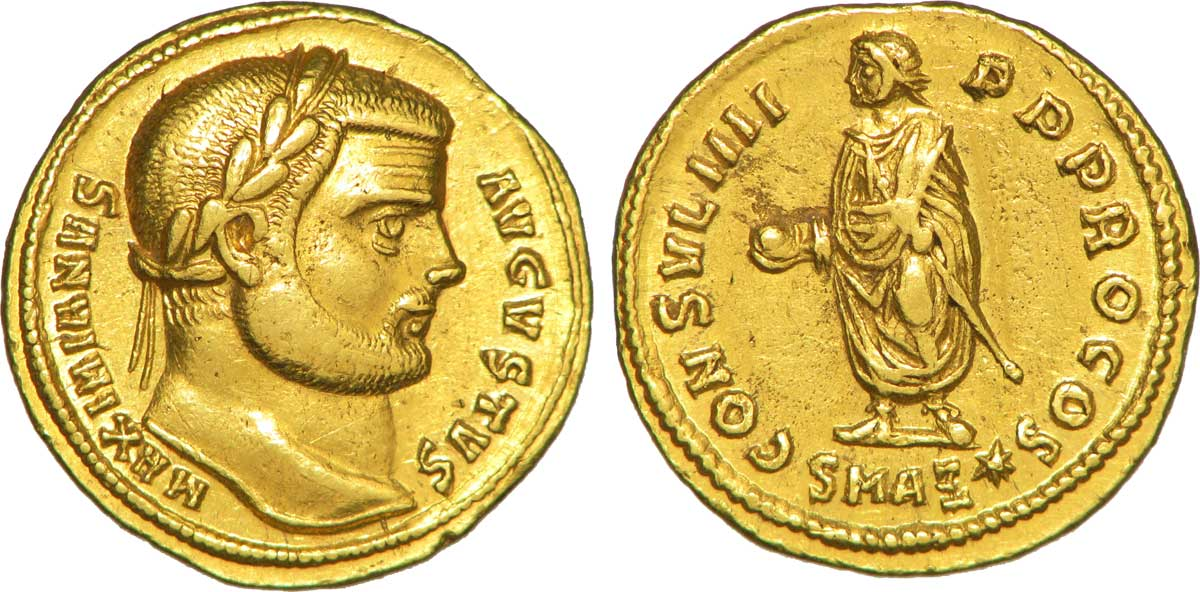
Áureo de Maximiano emitido en Antioquía c. 294-295
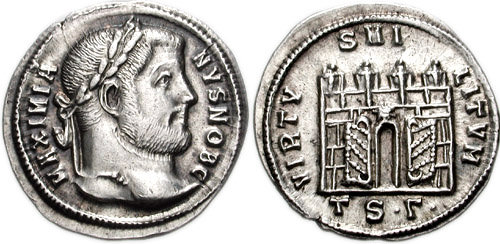
Argenteo de Galerio emitido en Salónica c. 302
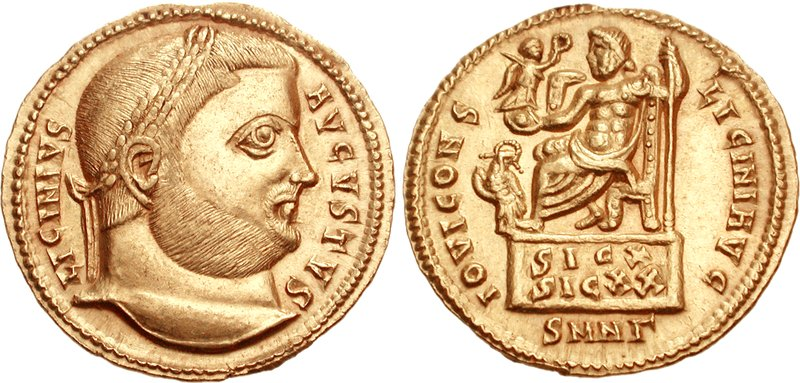
Sólido de Licinio emitido en la Nicomedia c. 317-318

Césares
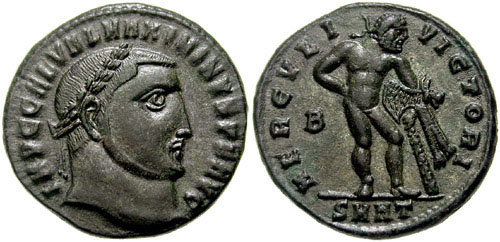
Follis de Maximino Daya emitido en Perinto c. 313
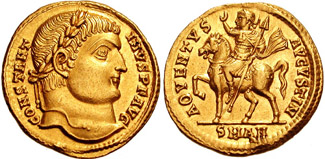
Sólido de Constantino el Grande emitido en Antioquía c. 324-325

## Consecuencias
El nuevo sistema adoptado no duraría mucho tiempo: Constantino rechazó haber sido relegado y continuó utilizando el título de augusto en sus monedas, a pesar de que los otros miembros de la tetrarquía se referían a él como césar. Por su parte Licinio no hizo nada que permitiera reducir el poder del usurpador Majencio, pues prefería hacer frente a los problemas internos y a las invasiones de los bárbaros en las provincias que a él le fueron conferidas.
Por su parte, Maximino Daya se vio frustrado por no haber sido considerado como posible candidato a la posición concedida a Licinio, llegando a exigirle a Galerio una promoción. Este último en cambio, ofrecería llamar a Maximino y a Constantino «hijos de los augustos» (en latín: filii augustorum), título rechazado por ambos en la primavera de 310, sin embargo, fueron llamados augustos por Galerio.
En 310, aprovechando la ausencia de Constantino, que había partido para luchar en la frontera del Rin contra los invasores francos, Maximiano se rebeló en Arelate (actual Arlés, en Francia) con la intención de asumir su posición, empero, conseguiría poca adhesión a su causa. Apenas Constantino tuvo noticias de lo ocurrido, se dirigió rápidamente al sur de la Galia y consiguió sofocar la revuelta con facilidad. Finalmente logró capturar a Maximiano y lo obligó a suicidarse. El año siguiente, Majencio –con la intención de vengar la muerte de su padre– declaró la guerra a Constantino, quien respondió con una invasión al norte de Italia en 312. Ese mismo año, Galerio falleció y el Imperio romano de Oriente se dividió entre Maximino Daya y Licinio, los cuales después de algunos enfrentamientos resolvieron firmar la paz en 312. Este acuerdo duraría muy poco, pues al año siguiente se declararían nuevamente la guerra.